# 도쿄만 아쿠아라인
도쿄만 아쿠아라인(일본어: 東京湾アクアライン)은 동일본 고속도로가 관리하는 일본의 고속도로 가운데 하나이다. 가나가와현 가와사키시 가와사키구와 지바현 기사라즈시를 도쿄만을 사이에 두고 잇는다.
일본의 국도 제409호선의 일부를 이루고 있으며, 도로의 유형상 아쿠아라인과 아쿠아 연락도로 나누어 가진다.

## 도로 정보
- 거리 : 15.1 km
- 차선 수 : 4 (한쪽 2 차선임)
- 제한 속도 : 80 km/h
- 사업 비용 : 1조 4,409억 엔
- 개통일 : 1997년 12월 18일
- 요금 : 아래와 같음
  - 경자동차 외 : 2,400엔, 자동 집금 시스템(ETC) 사용 1,860엔
  - 보통 : 3,000엔, ETC 사용 2,320엔
  - 중형 : 3,600엔, ETC 사용 2,780엔
  - 대형 : 4,950엔, ETC 사용 3,830엔
  - 특대형 : 8,250엔, ETC 사용 6,380엔

## 개요
서쪽(가와사키 방면, 9.6 km)은 터널(아쿠아 터널)이고 동쪽(기사라즈 방면, 4.4 km)은 다리(아쿠아교)이다. 터널과 다리의 경계에 인공섬이 위치해 있고 그 섬에 우미호타루 휴게소가 있다.

## 시설 목록
| 나들목 번호 | 시설 이름                                  | 일본어 이름                | 거리 (km) | 접속 노선                                               | 소재지                           | 소재지                           |
| ----------- | ------------------------------------------ | -------------------------- | --------- | ------------------------------------------------------- | -------------------------------- | -------------------------------- |
| 1           | 우키시마 나들목                            | 浮島インターチェンジ       | 0.0       | 수도고속도로 가나가와 6호선 가와사키 선 도노마치 나들목 | 가나가와현 가와사키시 가와사키구 | 가나가와현 가와사키시 가와사키구 |
| 1           | 가와사키우키시마 분기점                    | 川崎浮島ジャンクション     | 0.0       | 수도고속도로 완간 선                                    | 가나가와현 가와사키시 가와사키구 | 가나가와현 가와사키시 가와사키구 |
| -           | 바람의 탑 (가와사키 인공도)                | 風の塔                     | -         | (환기 시설)                                             | 가나가와현 가와사키시 가와사키구 | 가나가와현 가와사키시 가와사키구 |
| PA          | 우미호타루 휴게소 (기사라즈 인공도)        | 海ほたるパーキングエリア   | 9.8       |                                                         | 지바현                           | 기사라즈시                       |
| 2           | 기사라즈카네다 나들목 (본선에 요금소 있음) | 木更津金田インターチェンジ | 15.1      | 국도 제409호선                                          | 지바현                           | 기사라즈시                       |
| 3           | 소데가우라 나들목                          | 袖ケ浦インターチェンジ     | 19.0      | 국도 제409호선, 국도 제16호선                           | 지바현                           | 소데가우라시                     |
| (16)        | 기사라즈 분기점                            | 木更津ジャンクション       | 23.7      | 다테야마 자동차도, 수도권 중앙 연락 자동차도            | 지바현                           | 기사라즈시                       |

## 갤러리

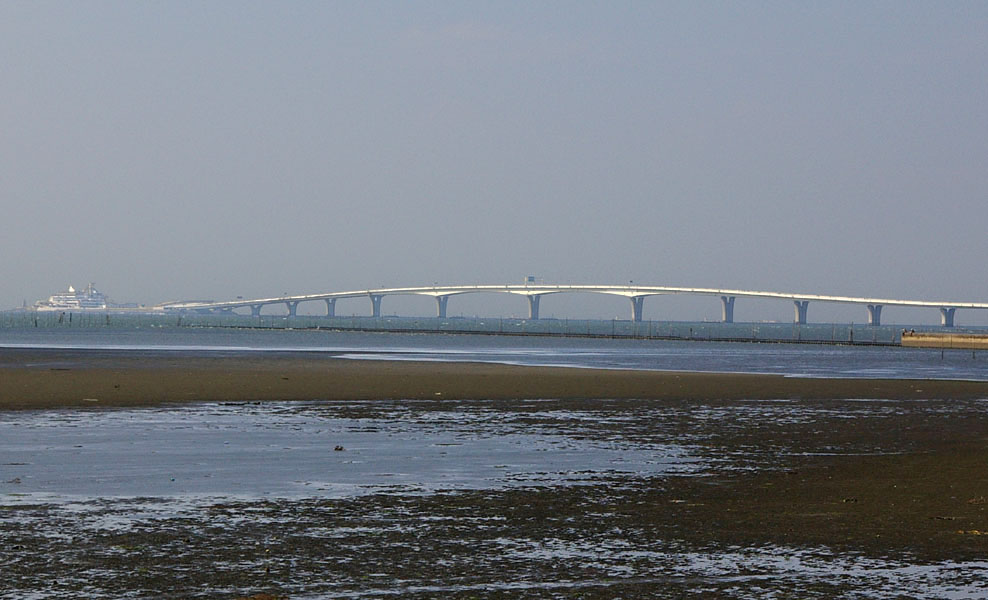
기사라즈 방면으로 향하고 있는 모습

## 같이 보기
- 거가대교
- 인천대교
- 보령해저터널